# Rezerwat przyrody Wyspa lipowa na jeziorze Szwałk Wielki
Rezerwat przyrody „Wyspa lipowa na jeziorze Szwałk Wielki” – ścisły rezerwat leśny położony w województwie warmińsko-mazurskim, w gminie Kowale Oleckie, nadleśnictwo Czerwony Dwór. Został utworzony w 1975 roku i zajmuje powierzchnię 2,73 ha (akt powołujący podawał 2,74 ha).
Rezerwat obejmuje wyspę położoną na jeziorze Szwałk Wielki, a celem ochrony jest zachowanie grądu subkontynentalnego z dużym udziałem lipy drobnolistnej Tilia cordata i rzadkimi gatunkami roślin. Skład gatunkowy tego fragmentu lasu jest typowy dla Puszczy Boreckiej. Z rzadkich roślin runa leśnego występuje tu m.in. miesiącznica trwała, złoć mała, kokorycz pusta.
Teren wyspy stanowi miejsce lęgowe dla ptactwa wodnego, zwłaszcza kaczek.